# Martonfa
Martonfa est un village et une commune du comitat de Baranya en Hongrie.